# ヴィッジャーノ
ヴィッジャーノ（イタリア語: Viggiano）は、イタリア共和国バジリカータ州ポテンツァ県にある、人口約3,300人の基礎自治体（コムーネ）。

## 地理

### 位置・広がり

#### 隣接コムーネ
隣接するコムーネは以下の通り。
- カルヴェッロ
- コルレート・ペルティカーラ
- グルメント・ノーヴァ
- ラウレンツァーナ
- マルシコヴェーテレ
- モンテムッロ